# (73823) 1995 WQ40
(73823) 1995 WQ40 – planetoida z pasa głównego asteroid okrążająca Słońce w ciągu 3,84 lat w średniej odległości 2,45 j.a. Odkryta 24 listopada 1995 roku.